# CYNE
CYNE (Cultivating Your New Experience) is een Amerikaanse alternatieve-hiphopgroep uit Gainsville in de staat Florida.

## Stijl en geschiedenis
De muziek van de groep is beïnvloed door hiphop, triphop, rap en jazz. Hun muziek is gebaseerd op de filosofie van Rousseau. De groep bestaat uit MC's Akin Yai en Clyde Graham (bijgenaamd Cise Starr) en producers David Newell ("Enoch") en Michael Gersten ("Speck").
CYNE heeft met veel artiesten samengewerkt, onder wie Nujabes, in wiens soloprojecten Cise Starr en Akin Yai soms ook hebben meegewerkt, en Four Tet, die ook een paar van hun liedjes heeft geremixt en die in 2005 ook met hen getourd heeft.

## Discografie

### Albums
- Time Being (2003)
- Cyne (2003)
- Evolution Fight (2005)
- Starship Utopia (2008)
- Pretty Dark Things (2008)
- Water From Mars (2009)
- Wasteland, Vol. 1 (2011)

### Ep's
- Growing (2004)
- Running Water (2005)
- Grey Matter (2007)

### Optredens
- Metatronix - 40 Acres And A Moog - "Sattva Guna" (2002)
- Rice And Beans - Infiltrate 5.0 (5 Years Of Resistance) - "Make It Happen" (2003)
- Mush - Exquisite Corpse - "Drops" (2005)
- Alternate Invention - "Speak the Truth" (2006)
- Autres Directions In Music - Arche-Lymb - "One Day Or So" (2006)
- Merck - Greater Cascadia - "Montana" (2007)
- Metatronix - Plastic Rap - "Satellites" (2007)